# Momelin
Momelin (ur. ?, zm. 685) – święty Kościoła katolickiego, biskup i opat.

## Życiorys
Pochodził z Konstancji i według żywota, pochodzącego z XI wieku, miał być strażnikiem pieczęci na dworze Chlotara II. W 615 roku wstąpił do zakonu, a dwadzieścia pięć lat później założył opactwo w Sithiu (Saint-Omer) i został wybrany jego pierwszym opatem. Wcześniej razem z Bertynem i Bertramem, na polecenie opata klasztoru Luxeuil, św. Walberta przybył do Thérouanne, na pomoc św. Audomarowi by podjąć się ewangelizacji diecezji. W 660 r. został konsekrowany na stolicę połączonych diecezji Nyon-Tournai.
Istnieją dokumenty podpisywane przez św. Momelina. Za jego sprawą przeniesiono ciało św. Eligiusza i był świadkiem spisywania testamentu św. Armanda (677). Pochowany został w Nyon, a w 1167 r. spoczął w miejscowej katedrze. Szczególnym kultem cieszy się w diecezjach Arras, Beauvais i Tournai. Jest opiekunem ludzi, mających zaburzenia mowy.
Jego wspomnienie obchodzone jest 16 października.